# Szamanka (album)
Szamanka – album studyjny polskiej piosenkarki Justyny Steczkowskiej.
Wydawnictwo ukazało się 25 lutego 2022 roku nakładem wytwórni Royal Concert/JS Music.
Album wydany z okazji jubileuszu 25-lecia pracy artystycznej. Płyta prezentuje łącznie 12 zupełnie nowych utworów oraz jazzową aranżację kultowej „Dziewczyny Szamana”, którą nagrała wraz z pianistą – Leszkiem Możdżerem. Na krążku usłyszeć można 5 duetów oraz 4 mantry. W duetach obok wokalistki możemy usłyszeć: Beatę Kozidrak, Arka Kłusowskiego, Lunę oraz Marcina Maciejczaka.
Album zadebiutował na 23. miejscu polskiej listy sprzedaży – OLiS.

## Lista utworów
Opracowano na podstawie materiału źródłowego.
| Nr  | Tytuł utworu                                 | Długość |
| --- | -------------------------------------------- | ------- |
| 1.  | „Miej odwagę”                                | 4:03    |
| 2.  | „Między nami” (feat. Beata Kozidrak)         | 4:43    |
| 3.  | „Uciekinierzy” (feat. Arek Kłusowski)        | 4:02    |
| 4.  | „Nie poddawaj się” (feat. Marcin Maciejczak) | 4:15    |
| 5.  | „Nie mój sen” (feat. LUNA)                   | 3:37    |
| 6.  | „Daj mi czas”                                | 4:02    |
| 7.  | „Wolność to ja”                              | 3:26    |
| 8.  | „Dziewczyna szamana” (feat. Leszek Możdżer)  | 6:34    |
| 9.  | „Szamanka”                                   | 5:14    |
| 10. | „Alleluja”                                   | 4:17    |
| 11. | „Ra Ma Da Sa”                                | 7:18    |
| 12. | „Modlitwa”                                   | 4:57    |
| 13. | „Amen”                                       | 6:02    |
|     |                                              | 1:02:30 |